# Franz Fekete Stadion
Il Franz Fekete Stadion è uno stadio polivalente situato a Kapfenberg, in Austria, nel quale gioca la formazione calcistica del Kapfenberg.
Inaugurato il 10 settembre 1950 con un'amichevole contro l'Austria Vienna (1-8), fino al 2001 era noto come Alpenstadion, prima di essere intitolato all'ex-borgomastro Franz Fekete, con una cerimonia solenne, il 18 settembre in occasione del suo 80º compleanno.
Ha ospitato anche alcune partite di Coppa UEFA del Grazer AK, tra cui anche quella contro l'Inter nel 1996-1997.
Dal 1994 al 1996 fu utilizzato come sede della ÖFB-Supercup.